# Sonic Youth (album)
Sonic Youth první EP americké rockové kapely Sonic Youth. Album bylo nahráno v roce 1982 v Radio City Music Hall v New Yorku a vydáno pod vydavatelstvím Neutral Records Glenna Branca. Na bicí zde hraje dnes už dávno bývalý člen kapely Richard Edson.

## Skladby
1. "The Burning Spear" – 3:28
2. "I Dreamed I Dream" – 5:12
3. "She Is Not Alone" – 4:06
4. "I Don't Want to Push It" – 3:35
5. "The Good and the Bad" – 7:55